# Tie Fluctus
Il Tie Fluctus è una struttura geologica della superficie di Venere.